# Заповідник орхідей Сесса
27°12′ пн. ш. 92°30′ сх. д. / 27.2° пн. ш. 92.5° сх. д.
Заповідник орхідей Сесса — природоохоронна територія Індії площею 100 км² у передгір'ях Гімалаїв. Адміністративно належить до містечка Бхалукпонг округу Західний Каменг у штаті Аруначал-Прадеш. На південному заході він з'єднується із заповідником дикої природи Орлине Гніздо.

## Географія і клімат
Сесса та Орлине Гніздо разом займають територію у формі прямокутника зі сходу на захід, а Сесса займає його північно-східний квадрант. Його східним кордоном є шосе Бхалукпонг — Бомділа. З півночі заповідник обмежений долиною річки Тенга. Висота заповідника від 900 до 3250 м над рівнем моря.
Хребти Сесса та Орлине Гніздо піднімаються до 3250 і 2700 м відповідно і є першими великими бар'єрами для мусонів, коли вони рухаються на північ від рівнин Ассаму. Ці хребти отримують понад 3000 мм опадів на південних схилах і близько 1500 мм на північних схилах.

Сесса є частиною комплексу охоронюваних територій Каменг (KPAC), найбільшого безперервного замкнутого лісового масиву штату Аруначал-Прадеш, який включає заповідники Сесса, Орлине Гніздо, Пакке, Намері і Сонай-Рупаї та відповідні заповідні лісові блоки. Площа комплексу становить 3500 км2, а його ширина становить від 100 до 3300 м.

## Орхідеї
У заповіднику Сесса росте понад 200 видів орхідей. Вони належать до родів Dendrobium, Bulbophyllum, Coelogyne, Eria, Phaius і Liparis. Заповідник унікальний тим, що тут росте 7 ендемічних видів сапротрофних орхідей. В одному дослідженні території виявлено 12 рідкісних видів різних родин.

## Центр досліджень і розробок орхідей
Уряд штату Аруначал-Прадеш наприкінці 1970-х створив посаду орхідолога в Департаменті лісів, а в 1989 році заснував Центр дослідження та розвитку орхідей (ORDC) у Тіпі та Заповідник орхідей Сесса. ORDC активно бере участь у дослідженні та зборі видів орхідей, вирощуванні в орхідейниках і садах для їх таксономічного вивчення, збереженні рідкісних і зникаючих видів, створенні колекцій зародкової плазми та розмноженні рідкісних видів за допомогою методів культури тканин. ORDC виявив такі види: Biermannia jainiana, Cleistoma tricallosum, Dendrobium kentrophyllum, Epipogium sessanum, Eria jengingensis, Eria lohitensis, Gastrodia arunachalenisis і Herminium longilonbatum.